# Лихтенштайг
Лихтенштайг (нем. Lichtensteig) — коммуна в Швейцарии, в кантоне Санкт-Галлен.
Входит в состав округа Тоггенбург. Население составляет 1923 человека (на 31 декабря 2006 года). Официальный код — 3374.